# Dear Prudence
«Dear Prudence» (с англ. — «Дорогая Пруденс») — песня The Beatles из «Белого альбома», написанная Джоном Ленноном.

## История создания
Прототип героини песни — Пруденс Фэрроу, сестра актрисы Мии Фэрроу; The Beatles учились вместе с ней йоге в Индии. Пруденс часто так увлекалась медитацией, что почти не выходила из дома погулять с приятелями, несмотря на все их просьбы. Поэтому Леннон и написал песню «Dear Prudence», в которой упрашивал героиню «выйти на улицу поиграть» (англ. come out to play). По его словам, Пруденс «запиралась в доме порой на три недели, пытаясь достичь духовного мира быстрее всех». И сама она это подтверждала: «Я, едва доев обед, мчалась назад к себе в комнату, а Джон, Джордж и Пол уходили гулять и болтать… Они серьёзно относились к йоге, просто не так фанатично, как я».
Ещё в Индии Леннон спел Фэрроу сочинённую им песню. Пруденс была, по её собственным словам, польщена: «Это было прекрасное произведение». Особенно она отметила незамысловатый, но поэтичный текст: «Солнце встало, небо синеет; всё это красиво, и ты тоже, дорогая Пруденс» (англ. The sun is up, the sky is blue, it's beautiful, and so are you, dear Prudence).

## Запись
Песня была записана в Лондоне с 28 по 30 августа 1968 года. В первый день были записаны вокалы, гитарные партии Леннона и Харрисона, а также партия ударных, которую вместо временно ушедшего из группы Ринго Старра играл Маккартни. На следующий день Маккартни записал партию бас-гитары, а Леннон добавил эффект эха в свой вокал. Последними были записаны партии фортепиано и флюгельгорна (обе исполнил Маккартни).
В альбоме композиция стала второй, поэтому её начало смешалось с рёвом двигателей самолёта, завершающим предыдущую песню («Back in the U.S.S.R.»).
По радио «Dear Prudence» впервые была исполнена в ноябре—декабре того же года.

## Участники записи
В записи песни принимали участие:
- Джон Леннон — ведущий вокал, гитара
- Пол Маккартни — вокал, ударная установка[8], тамбурин, фортепиано, флюгельгорн, ковбелл, хлопки в ладоши
- Джордж Харрисон — вокал, гитара
- Мэл Эванс — вокал, хлопки в ладоши
- Джеки Ломакс — вокал, хлопки в ладоши
- Джон Маккартни — вокал, хлопки в ладоши[2]

## Кавер-версии
У песни есть следующие кавер-версии:
| Год записи | Исполнитель                                                                       | Альбом                                                       | Примечания                     |
| ---------- | --------------------------------------------------------------------------------- | ------------------------------------------------------------ | ------------------------------ |
| 1968       | Рэмси Льюис                                                                       | Mother Nature’s Son                                          |                                |
| 1969       | Doug Parkinson in Focus                                                           | сингл                                                        |                                |
| 1969       | Габо Сабор                                                                        | 1969                                                         |                                |
| 1970       | Кенни Ранкин                                                                      | Family                                                       |                                |
| 1970       | Five Stairsteps                                                                   | сингл                                                        | Сторона B сингла «O-o-h Child» |
| 1976       | Лесли Уэст                                                                        | The Leslie West Band                                         |                                |
| 1983       | Siouxsie and the Banshees                                                         | сингл                                                        | № 3 в UK Singles Chart         |
| 1991       | Пасториус, Джако                                                                  | Live in New York City — Volume Two                           |                                |
| 1991       | Jerry Garcia Band                                                                 | Jerry Garcia Band                                            |                                |
| 1991       | The Clarks                                                                        | The Clarks                                                   |                                |
| 1992       | Хайрам Баллок                                                                     | Way Kool                                                     | Инструментальная               |
| 1998       | Джефф Лорбер                                                                      | Midnight                                                     | Инструментальная               |
| 2001       | Graham Central Station                                                            | The Jam: The Larry Graham & Graham Central Station Anthology |                                |
| 2001       | Аланис Мориссетт                                                                  | Come Together: A Night for John Lennon's Words and Music     | Концертный альбом              |
| 2002       | Брэд Мелдау                                                                       | Largo                                                        | Инструментальная               |
| 2007       | Дана Фукс, Эван Рэйчел Вуд, Джим Стёрджесс, Джо Андерсон и Тереза Виктория Карпио | Саундтрек к «Через Вселенную»                                | Саундтрек                      |